# 革叶风毛菊
革叶风毛菊（学名：Saussurea poochlamys）是菊科风毛菊属的植物，为中国的特有植物。分布在中国大陆的云南、四川等地，生长于海拔3,200米至4,300米的地区，多生于山坡灌丛，目前尚未由人工引种栽培。